# Maratus scutulatus
Maratus scutulatus es una especie de araña del género Maratus, familia Salticidae. Fue descrita científicamente por L. Koch en 1881.
Habita en Australia. Introducido a Nueva Zelanda. La longitud del cuerpo de la hembra es de 7 mm, el macho de 5 mm. La dieta se compone de pequeños insectos. A menudo se ve en la corteza de los árboles o en el follaje de las áreas húmedas del este de Australia.